# HMS H30
HMS H30 – brytyjski okręt podwodny typu H. Zbudowany w latach 1917–1918 w stoczni Vickers w Barrow-in-Furness, gdzie okręt został wodowany 9 maja 1918 roku. Do służby w Royal Navy został przyjęty 19 października 1918 roku.
HMS H30 należał do serii okrętów typu H ze zmienioną konstrukcją. Po internowaniu części okrętów budowanych na zlecenie w Stanach Zjednoczonych zapadła decyzja o przeniesieniu produkcji do Wielkiej Brytanii. Od początku 1917 roku do końca 1920 roku w stoczniach Vickers, Cammell Laird, Armstrong Whitworth, Beardmore oraz HM Dockyard wybudowano 23 okręty tej klasy.
W listopadzie 1918 roku okręt należał do Ósmej Flotylli Okrętów Podwodnych (8th Submarine Flotilla) stacjonującej w Yarmouth
30 września 1935 roku H30 został sprzedany firmie Cashmore z Newport.